# Жалваряй
Жалваряй (лит. Žalvariai) — село в восточной части Литвы, входит в состав Гедрайчайского староства Молетского района. По данным переписи населения 2011 года население Жалваряя составляло 159 человек.

## География
Село расположено в западной части района. Находится на северном берегу озера Грабуостас. Расстояние до районного центра, города Молетай, составляет 11 км. Ближайший населённый пункт — село Гайлюнай.

## Население
| 1959                           | 1970 | 1979 | 1987 | 1989 | 2001 | 2011 |
| ------------------------------ | ---- | ---- | ---- | ---- | ---- | ---- |
| 86                             | 128  | 141  | 144  | 198  | 198  | 159  |
| Гистограмма динамики населения |      |      |      |      |      |      |

## Инфраструктура
В селе находится библиотека. 

## Достопримечательности
Рядом с селом находится усадьба Жалваряй с водяной мельницей. Построена в 19 веке, находится в частной собственности. 